# Municipio de Fremont (condado de Sanilac)
El municipio de Fremont (en inglés: Fremont Township) es un municipio ubicado en el condado de Sanilac en el estado estadounidense de Míchigan. En el año 2010 tenía una población de 1051 habitantes y una densidad poblacional de 11,59 personas por km².

## Geografía
El municipio de Fremont se encuentra ubicado en las coordenadas 43°12′1″N 82°41′40″O / 43.20028, -82.69444. Según la Oficina del Censo de los Estados Unidos, el municipio tiene una superficie total de 90.71 km², de la cual 90,61 km² corresponden a tierra firme y (0,11 %) 0,1 km² es agua.

## Demografía
Según el censo de 2010, había 1051 personas residiendo en el municipio de Fremont. La densidad de población era de 11,59 hab./km². De los 1051 habitantes, el municipio de Fremont estaba compuesto por el 96,29 % blancos, el 0,1 % eran afroamericanos, el 0,67 % eran amerindios, el 0,29 % eran asiáticos, el 1,62 % eran de otras razas y el 1,05 % eran de una mezcla de razas. Del total de la población el 3,24 % eran hispanos o latinos de cualquier raza.